# セシル・バルモンド

セシル・バルモンド（英語：Cecil Balmond、1943年 - ）は、建築構造家。スリランカ、コロンボ出身。大学を卒業後イギリスに渡り、さらに研究を行う。
関心は音楽や数字・数学を発想の源とした、形態生成と科学と芸術の重なり合いである。
国際的なコンサルティング・エンジニア企業オーヴ・アラップ＆パートナーズで30年間勤務し、数々の話題の建築プロジェクトに参加して来た。現在オーヴ・アラップ＆パートナーズ副会長。イェール大学教授、ハーバード大学教授、ペンシルベニア大学教授を歴任。ロンドン在住。

## 略歴
- 1943年 - スリランカ、コロンボに生まれる。
- 1959年 - ナショナル・アイデアル・ホーム・デザイン賞。
- 1960年 - セイロン大学。
- 1961年 - ナイジェリア、イバダンへ移住。イバダン大学で数学と化学を学ぶ。
- 1962年 - 英国のサウサンプトン大学でシヴィル・エンジニアリングを学ぶ。
- 1965年 - サウサンプトン大学卒業。
- 1966年 - オヴ・アラップ・アンド・パートナーズに入社。
- 1968年 - ロンドンのアラップに加わる。
- 1971年 - インペリアル・カレッジ・ロンドン修士課程。理学修士号。
- 1972年 - アラップに設立されたばかりの多角的エンジニアリング・グループに加わる。
- 1980年 - サウジアラビアのアラップ・オフィス責任者、主要な建築とシヴィル・エンジニアリング・プロジェクトの遂行。( - 1983年)
- 1986年 - OMAとの長い協働のはじまりとしてレム・コールハースに会う。
- 1988年 - 初期のギリシア数学と建築の研究を始める。
- 1990年 - ドイツ、フランクフルトのシュテーデルシューレ客員教授。
- 1992年 - 非線形設計技術の理論的概念について研究を始める。インフォーマルの予備的な定義。
- 1995年 - ベルリンでのパブリック・レクチュア。はじめて「インフォーマル」について論ずる。
- 1998年 - 『Number 9』出版。
- 1999年 - アラップ、計画事業部所長。
- 2000年 - アラップ、ヨーロッパ部門所長。
- 2002年 - 『informal』出版。
- 2002年 - アラップ副会長。アラップ建築部門会長。アラップ内に研究に基礎を置いた実践としてのAGUを創設。
- 2004年 - アラップ特別研究員。
- 2004年 - 『informal』で様々な賞を受賞。バニスター・フレッチャー賞。
- 2004年 - ペンシルベニア大学教授。
- 2005年 - ペンシルベニア大学に非線形システム機構を創設。
- 2008年 - 『Element』出版。

## 構造設計作品
作品名（場所、設計年、意匠設計者名）備考
- カールスバーグ醸造所（ノーザンプトン, 1974, Knud Munk）
- カタール大学（カタール, 1980, Dr.Kamel El Kafrawi）
- シュトゥットガルト市立ギャラリー（シュトゥットガルト, 1984, James Stirling & Michael Wilford）
- オランダPTT館（オランダ, 1987, Frank and Paul Wintermans）オランダスチール建築賞受賞
- ラテン図書館（イタリア, 1987, James Stirling & Michael Wilford）
- ハーグ市役所（ハーグ, 1988, レム・コールハース）コンペ最優秀賞受賞
- パラッツォ・シッテリオ（ベレラ美術館, ミラノ, 1988, James Stirling & Michael Wilford）計画承認待ち
- フランス国立図書館（パリ, 1989, レム・コールハース）設計競技
- 議会センター（アガディール, 1989 レム・コールハース）
- ゼーブリュッゲフェリーターミナル（ゼーブリュッゲ, 1989, レム・コールハース）設計競技
- クンストハル（ロッテルダム, 1992, レム・コールハース）
- アバンド交通インターチェンジ（ビルバオ, 1994, James Stirling & Michael Wilford）基本設計
- コングレクスポ（リール, 1994, レム・コールハース）
- シュトゥットガルト（シュトゥットガルト, 1995, James Stirling & Michael Wilford）
- ケムニッツスポーツスタジアム2002（ケムニッツ, 1995, Peter Kulka with Urigh Konigs）コンペ最優秀賞受賞、資金難のため工事中止
- タイセン・ボルネミスザ美術館（マドリッド, 1995, ホセ・ラファエル・モネオ）
- ジュシュー図書館（パリ, 1996, レム・コールハース）コンペ最優秀賞受賞
- ZKM（芸術メディアセンター、カールスルーエ、1996, レム・コールハース）実施設計半ばで仕事が中止
- フェリーターミナル（横浜、1997, エフ・オー・アーキテクツ）コンペ最優秀賞受賞
- ユニバーサル本社（ロサンゼルス, 1997, レム・コールハース）
- フロリアック邸(ボルドーヴィラ)（ボルドー, 1998, レム・コールハース）
- ポルトガル館（万博1998, リスボン, アルヴァロ・シザ）
- テーマパーク（イヴェルドン, 1999, ベン・ファン・ベルケル）コンペ応募作品
- ポルトガル館（万博2000, ハノーヴァー, アルヴァロ・シザ）
- シカゴIITキャンパス（シカゴ, 2001, レム・コールハース）
- 帝国戦争博物館（マンチェスター, 2001, ダニエル・リベスキンド）
- サーペンタイン・ギャラリー・パビリオン（サーペンタイン・ギャラリー, ロンドン, 2001, ダニエル・リベスキンド）
- オランダ大使館（ベルリン, 2002, レム・コールハース）
- プラダ・エピセンター（サンフランシスコ, 2002, レム・コールハース）
- サーペンタイン・ギャラリー・パビリオン（サーペンタイン・ギャラリー, ロンドン, 2002, 伊東豊雄）
- グラーツ音楽学校（グラーツ, 2003, ベン・ファン・ベルケル）
- ユダヤ博物館（サンフランシスコ, 2003, ダニエル・リベスキンド）
- アルンヘム中央駅（アルンヘム, 2003, ベン・ファン・ベルケル）
- カーサ・ダ・ムジカ（オポルト, 2003, レム・コールハース）
- シアトル中央図書館（シアトル, 2003, レム・コールハース）
- ウフッツィ・キャノピー（フィレンチェ, 2003, 磯崎新）
- サーペンタイン・ギャラリー・パビリオン（サーペンタイン・ギャラリー, ロンドン, 2003, オスカー・ニーマイヤー）
- グアダラハラ学生センター（メキシコ, 2004, ダニエル・リベスキンド）
- サーペンタイン・ギャラリー・パビリオン（サーペンタイン・ギャラリー, ロンドン, 2004, MVRDV）延期
- チャヴァセパーク（リバプール, 2005, Phillip Johnson and Studio Baad）
- デンバー美術館（デンバー, 2005, ダニエル・リベスキンド）
- V&Aミュージアム（ロンドン, 2005, ダニエル・リベスキンド）
- サーペンタイン・ギャラリー・パビリオン（サーペンタイン・ギャラリー, ロンドン, 2005, アルヴァロ・シザ）
- サーペンタイン・ギャラリー・パビリオン（サーペンタイン・ギャラリー, ロンドン, 2006, レム・コールハース）
- フォレスト・パーク・パビリオン（セント・ルイス, 2007, 坂茂）
- CCTV新社屋（北京, 2008, レム・コールハース）
- ポンピドゥー・センター・メス（フランス, 2009, 坂茂）
- 台中国家歌劇院（台中市, 2005, 伊東豊雄）行政院公共工程委員会公共建築「金質奨」、村野藤吾賞

## 著作
- Number 9 (邦訳：飛鳥新社) 1998年
- informal (邦訳：TOTO出版) 2002年
- Element 2008年